# Robert Glință
Robert Andrei Glință (né le 18 avril 1997 à Pitești) est un nageur roumain, spécialiste du dos.

## Carrière
Il remporte la médaille de bronze en dos lors des Championnats d'Europe de natation en petit bassin 2017.
Le 1er juillet 2021, il est nommé porte-drapeau de la délégation roumaine aux Jeux olympiques d'été de 2020 par le Comité olympique et sportif roumain, conjointement avec la rameuse Mădălina Bereș.

## Palmarès

### Championnats d'Europe
- Championnats d'Europe de 2020 à Budapest (Hongrie) :
  -  Médaille d'or du 100 mètres dos
  -  Médaille d'argent du 50 mètres dos
- Championnats d'Europe de 2018 à Glasgow (Royaume-Uni) :
  -  Médaille d'argent du 50 mètres dos

### Championnats d'Europe en petit bassin
- Championnats d'Europe de 2019 à Glasgow (Royaume-Uni) :
  -  Médaille de bronze du 100 mètres dos
- Championnats d'Europe de 2017 à Copenhague (Danemark) :
  -  Médaille de bronze du 100 mètres dos

### Championnats du monde juniors
- Championnats du monde juniors de 2015 à Singapour : 
  -  Médaille d'or du 100 mètres dos